# Moskau (Dschinghis Khan)
Moskau is de tweede single van de Duitse discoband Dschinghis Khan. De muziek werd gecomponeerd door Ralph Siegel, van tekst voorzien door Bernd Meinter, en uitgebracht in 1979. De band nam ook een Engelstalige versie op, die in 1980 werd uitgebracht als "Moscow".

## Geschiedenis
Het nummer werd een grote hit in Duitsland (nummer 3 in de hitparade) en in de Nederlandse Top 40 bereikte het nummer de 38e plaats. In de Sovjet-Unie werd het lied erg populair. In Australië bleef het nummer vijf weken op nummer 1 staan, aangezien de Australische televisie het gebruikte als themamuziek voor uitzendingen van de Olympische Zomerspelen van 1980 in Moskou.
In 2006 maakte het nummer een debuut voor de muziek voor Taiko en Stick Taiko voor de gameplatforms Wii en Nintendo Switch. In 2014 werd de muziek gebruikt voor het videogame Just Dance 2014.
In 2018 vierde Dschinghis Khan een comeback ter gelegenheid van het WK 2018 en werd het nummer met zanger Jay Khan opnieuw uitgebracht. Ook werd er een Russischtalige versie uitgebracht.

## Coverversies
Het lied werd meerdere keren gecoverd, zoals door de Duitse black metalband Black Messiah, de Duitse punkband Geistige Verunreinigung en de Leningrad Cowboys. Een Chinese versie met verschillende teksten werd opgenomen door Da Zhangwei. In 2010 gaf Uschi Blum - een typetje van Hape Kerkeling - een optreden in het Berlijnse Friedrichstadt-Palast. Op de Russische tv-zender Perwy werd op oudjaarsavond 2012 een Russische versie uitgevoerd door het Nadežda Babkina. In 2020 brachten Da Tweekaz en Harris&Ford een hardstyle-versie van het nummer uit.
- MusicBrainz release group: aade1021-3024-4454-b5e8-a91b2d759c04
- MusicBrainz work: eaf32fa8-8303-37af-ac3a-2bcc20e2ab43